# シャトル派生型ロケット

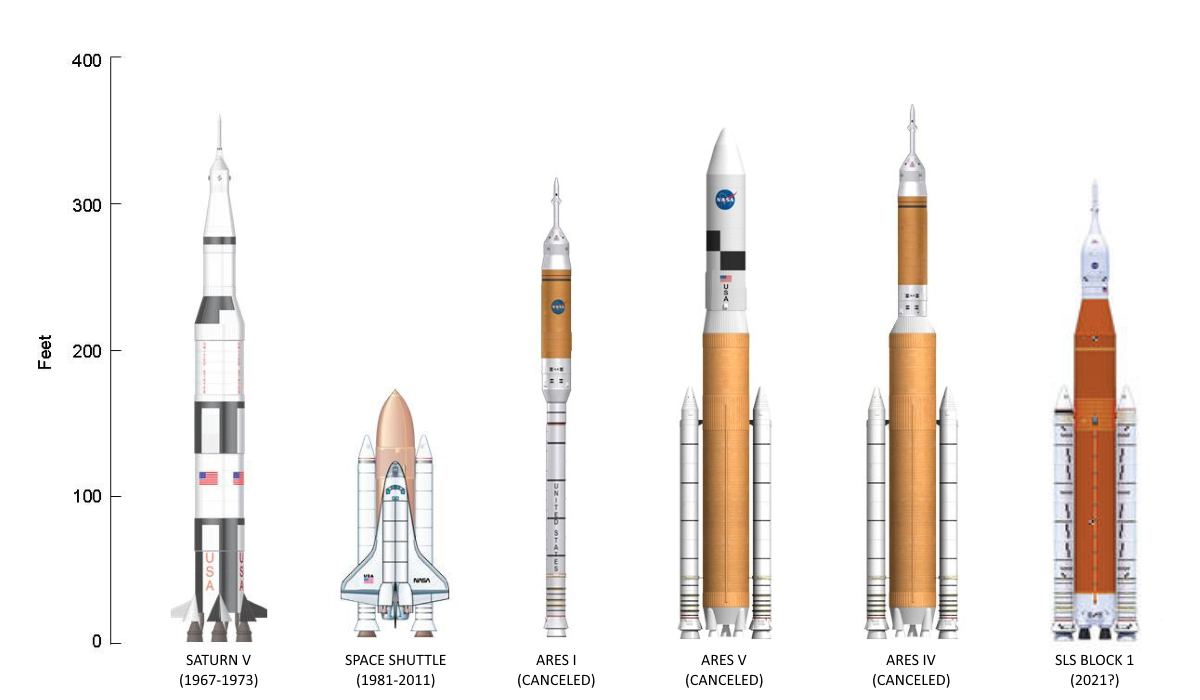
サターンVとスペースシャトル、アレスI、アレスV、アレスIV、SLSの比較図

シャトル派生型ロケット（英: Shuttle-Derived Launch Vehicle: SDLV、直訳するとシャトル派生型打ち上げ機、シャトル由来のローンチ・ヴィークル）もしくは単純に、シャトル派生機 (Shuttle-Derived Vehicle: SDV) とは、スペースシャトル計画の構成部品・技術、または射場などの基本施設のうち一部だけ、もしくはそのうちの複数にわたる要素を使用した打上げ機を作りあげるために、長年にわたって考案や開発がなされ続けてきた幅広い設計概念の一部を説明する宇宙開発用語である（以下、本稿においてこのロケットをSDLVと称する）。
過去のある期間において、NASAは計画の一部でSDLVの開発を進めたことがあった。1980年の終わりごろから1990年の初めごろにかけて、NASAは、公式に貨物専用のスペースシャトルである「シャトルC」について開発可能性の調査をしたことがある。もし、仮に、シャトルCが開発されていたとしたら、それは、乗員が搭乗する普通のスペースシャトルではとても運べない大重量ペイロードをスペースシャトルに代わって運び上げる役割を担い、スペースシャトル計画を補完したことであろう。現実には、シャトルCは実現せず、きぼうに代表される宇宙ステーションの実験棟といった大型構造物は、シャトルの貨物室に収めて運ばざるを得なかった。このため、きぼう実験棟に至ってはスペースシャトルを三回も打ち上げて分割輸送せざるを得なかった（組み立て方法については国際宇宙ステーション組立順序を参照）。
2005年には、NASAは機体の一部分にシャトル構成要素を用いるアレスI、アレスVロケットの開発を一度決定した。両ロケットはスペースシャトルを置き換える計画で、また月や火星への有人宇宙飛行が可能なように設計されていた。しかしコンステレーション計画の中止により開発は中止され、その後は新たなSDLVであるスペース・ローンチ・システム (SLS) の開発が開始された。SLSは2022年に初飛行を達成した。

## 設計概念

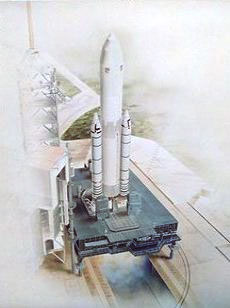
モートン・チオコール社（現：ATKランチ・システムズ・グループ）が1978年に提唱したインライン型シャトル派生ロケットの構想図

SDLVのコンセプト案は、スペースシャトルが処女飛行するずっと以前には、既に計画が発表されていた。提案されたSDLVの設計案の中には、以下のものが含まれていた。
- 有翼型オービタから、無人型、かつ、使い捨て式の貨物ポッドに置き換える案（「背負い式（サイドマウント・スタイル）」SDLV）。
- オービタを廃止し、上段ロケット及びペイロードを外部燃料タンク（Space Shuttle External Tank：以下ET）の直上に搭載する案（「直列式（インライン・スタイル）」SDLV）。
- ETの「船尾」大型貨物コンテナを搭載し、バルク材料の取り扱い・打ち上げを可能にする案（「後部貨物搭載型（アフト・カーゴ・キャリア）SDLV」）
- スペースシャトル固体燃料補助ロケット（スペースシャトル固体ロケットブースター、以下、単にSRBとする）を液体ロケットブースタに置き換える案。その中には、回収可能な有翼型「フライバック式」ブースタも含まれていた。
- 一本、または複数のSRBから、打ち上げ機を製作する案。殆どの場合、必ず、何かしらの上段ロケットをその上に使用するもの。
- オービタの耐用年数が終わりに近づいたとき、翼を切り取ったオービタとETを永久に結合し、この組み合わせを宇宙ステーションとして打ち上げる案。

以下に上げたいくつかの案には特筆に値するものがあった。

### シャトル-C
1987年の初め頃、NASAはシャトルC（Shuttle-C）と呼ばれるロケットの開発を活発に行っていた。このロケットは無人の貨物専用ローンチ・ヴィークルであった。シャトルCは、有翼型スペースシャトル・オービタを、使い捨て型貨物モジュールで置き換えてしまうものであっただろうと推測される。そのモジュールには翼が無く、搭乗員を運ばず、それ故に回収し再利用されることは無い。この機体は地球低軌道上に最大でも150,000ポンド (68,000 kg)までという、シャトルのペイロードである65,000ポンド (29,000 kg)と比較して、かなりの重量があるペイロードを運び上げることが期待されていた。同年代に始まっていた、フリーダム宇宙ステーション計画が予算超過を起こし、それによってシャトルCに割かれる予算が圧迫された。その結果、NASAはシャトルC開発計画を1990年に公式にキャンセルせざるを得なかった。

### ナショナル・ローンチ・システム
「ナショナルローンチシステム」は、1991年に、当時の米大統領ジョージ・H・W・ブッシュにより開発が承認された。このロケットはスペースシャトルに代わる輸送手段が、地球低軌道に到達するための略図を描くために研究されたものである。3種類の機体を開発しようという提案があり、その中で、最大の機体はNLS-1と名付けられた。また、その中心機体には、改変されたETを用い、その底部に4基のSSMEが取り付けられたものを使用していた。ペイロード、または第二段目はコア機体の直ぐ上部に搭載され、2基の切り離せるSRBをコア機体の横に取り付けられていた。NLS-1より巨大なロケットは、NLS-1のコア機体を多数使う、現在のデルタIVヘビーに代表されるモジュラーロケットのような方式で考案されていた。

### DIRECT / ジュピター
NASAのアレスロケットに代わり得る案として発表された最近の提案は、「ダイレクト・シャトル・デリバティブ」（Direct Shuttle Derivative、意訳すれば、「シャトルの直系子孫」）若しくは「ダイレクト・アーキテクキャ」（DIRECT architecture）である。この計画は、下で記す「マーズ・ダイレクト」とは何の関係も無い。このSDLVは、世間一般の民間技術者と宇宙ファンで構成された草の根グループによって考案されたロケットである。2009年5月末の時点では、DIRECT計画の上では、「ジュピター」と渾名を付けられた想像上のロケットシリーズが展開されている。このロケットは、ETに由来し、3基から4基のSSMEで駆動する中心機体（コアステージ）に、1対の標準的な4セグメント型SRBを足されている。ジュピター・シリーズの全バージョンが、この「共通コア」を使用することであろう。大型の派生型では上段ロケットを使用すると予想されている。
ダイレクト計画を主導するグループが言うには、その中にNASA職員や航空宇宙産業で働く社員が数十人というレベルで居り、匿名でダイレクト計画に協賛しているとのことである。ダイレクト計画を支持するグループは、また、このように言っている。「このロケットの開発に掛かるコストが低価格になるだろうと断言できる。なぜそうなるのかだって？ - ジュピターロケットに、既存のスペースシャトルとの大きな互換性と実証済みの有人飛行対応システムが備わっているからさ。そのため、NASAが今のところ公式に開発中のアレスIやアレスVなんかのライバルよりも、開発コストが廉価になるのは明らかにわかっていることなんだ。」その上、加えてさらに、共通コア機体の設計が有人搭乗型と貨物専用型の両方のロケットを打ち上げるときに用いられる予定であるため、ダイレクト・チームは、NASAがアレスIとアレスVを用いた月有人ミッションで運び上げるであろうペイロードと同じだけの質量を、ジュピターロケットを2機打ち上げるだけで可能になるだろうと主張している。
2009年6月17日、ワシントンD.C.で開催された公聴会の場で、このグループは、彼らのコンセプト案をアメリカ有人宇宙飛行計画再検討委員会（通称：「オーガスティン委員会」）の面々にプレゼンテーションした。

### NASAの横付け式ロケット
2009年6月に開かれたオーガスティン委員会の同じ公聴会で、スペースシャトル計画のプログラム・マネージャ（最高責任者）であるジョン・シャノン（John Shannon）は、新しい「サイドマウント・タイプ」SDLV（英：NASA Side-Mount Vehicle, Shuttle-Derived Heavy Lift Launch Vehicle：SD-HLLV）について予備的なコンセプト案が有ることを初めて明らかにした。NASAはコンステレーション計画に代わるものとして、この打ち上げ機について予備調査および可能性の検討を始めたところだった。この設計コンセプトは、シャトルCと幾分か似通ったところが有る。しかしながら、この計画では、シャトルのオービタが、外部タンクに堅く取り付けられたままになっていて取り外せない状態の、キールと船尾のような構造に置き換えられている。このところがシャトルCとの相違点である。シャトルC計画においては、取り外し可能な貨物キャリアを採用していた。　3基のSSMEはロケットの船尾、本質的には単純化されたオービタの船尾に据え付けられる計画であり、それに付随する巨大な使い捨て式のペイロードフェアリングが人工衛星やISSの構成要素などのペイロードを大気から覆う殻となるだろう。SSMEも含めたこの打ち上げ機は、打ち上げ後には、まるまる全てが使い捨てにされることになっている。シャノンは、貨物だけの打ち上げと、乗員が打ち上げ脱出システム付きのオリオン宇宙船に乗り込んで宇宙飛行するミッションの両方について、このコンセプト案をプレゼンした。このロケットを用いた有人月飛行計画では2機同時打ち上げ方式を採用し、ロケットも基本的な構成を用意されるであろう。だが、しかし、このロケットは、アレスロケットの開発に掛かる費用よりもはるかに要求額が少ないとはいえ、現在のところ描かれているアレスIとアレスVを用いたミッションシナリオよりも打ち上げ可能な重量はより少ないものとなっている。

### マーズ・ダイレクト
マーズ・ダイレクト計画の一環として、火星探査の主張者であるロバート・ズブリン等は、NASAとマーティン・マリエッタの技術者が考案した「直列型」SDLVのコンセプト案を提唱した。このロケットは巨大な上段ロケットと、ETの上部に据え付けられたペイロードフェアリング、そして、スペースシャトル・オービタの代わりに取り付けられている小さなエンジンポッドから成り立っている。このロケットは乗員と有人宇宙船を直接火星へと送り込むことを予定していた。「マーズ・ダイレクト」という名前は、宇宙飛行士と住居を火星へ直接打ち上げるという構想を反映していた。NASAの計画したアレスVロケットは、一直線状の構造をしているため、マーズダイレクト計画にでてくるロケットに外見の上では似ている。しかし、全くの別物であるマーズダイレクト・アレスは、横付け式のスペースシャトル・メインエンジンとETの直径を有する中心コア機体を採用していた。その理由は、スペースシャトルの生産設備といったインフラが使えるという互換性のためであった。

## ビジョン・フォー・スペース・エクスプロレーション
2005年、NASAは新たな2機の打ち上げ用ロケットの開発を遂行し、これらを建造することを決定した。これら2機種のロケットはアメリカ合衆国のスペースシャトル計画のために開発されたインフラと技術をもとにしたものであった。これらの打ち上げ機はスペースシャトルを置き換え、ビジョン・フォー・スペース・エクスプロレーションを遂行するために無くてはならない打ち上げサービスを提供することを計画していた。NASAは、この有人宇宙飛行計画に「コンステレーション計画」と命名した。。

### アレスI

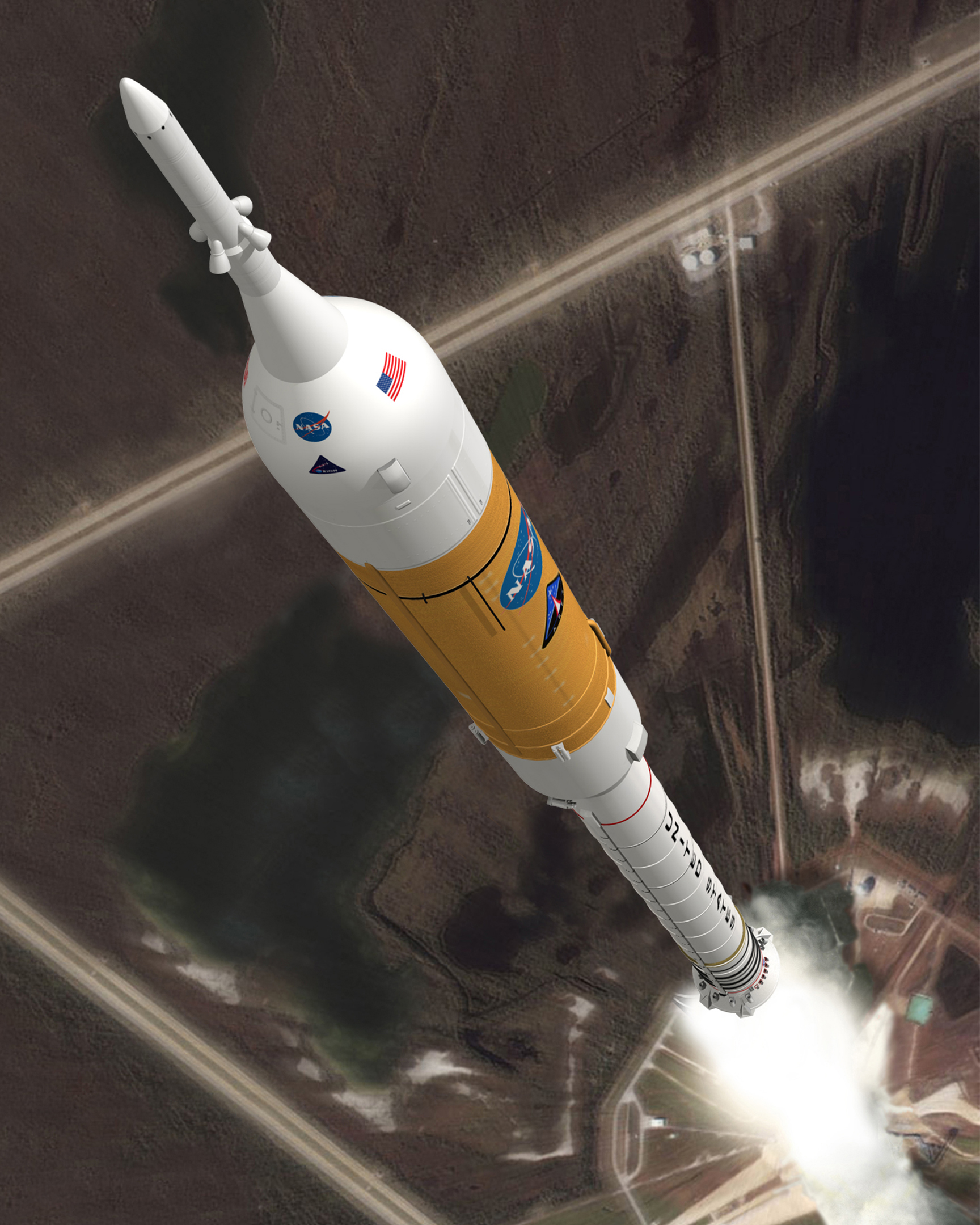
アレスI

宇宙飛行士を打ち上げるために使われるアレスIロケットは、第1段目にSRBから派生した固体ロケットステージを使用する予定であった。シャトルのSRBは4セグメントのものを使っていたのに対し、こちらのアレスIの第1段目では5セグメントのものを使う予定であった。ちくわのような形をした固体燃料中心に開けられた空洞の断面形状は、より高速な燃焼ガスを生み出すために改良が施されていた。アレスIは、その上に、液体酸素と液体水素を推進薬とする新開発の第二段目を載せる予定であった。

### アレスV

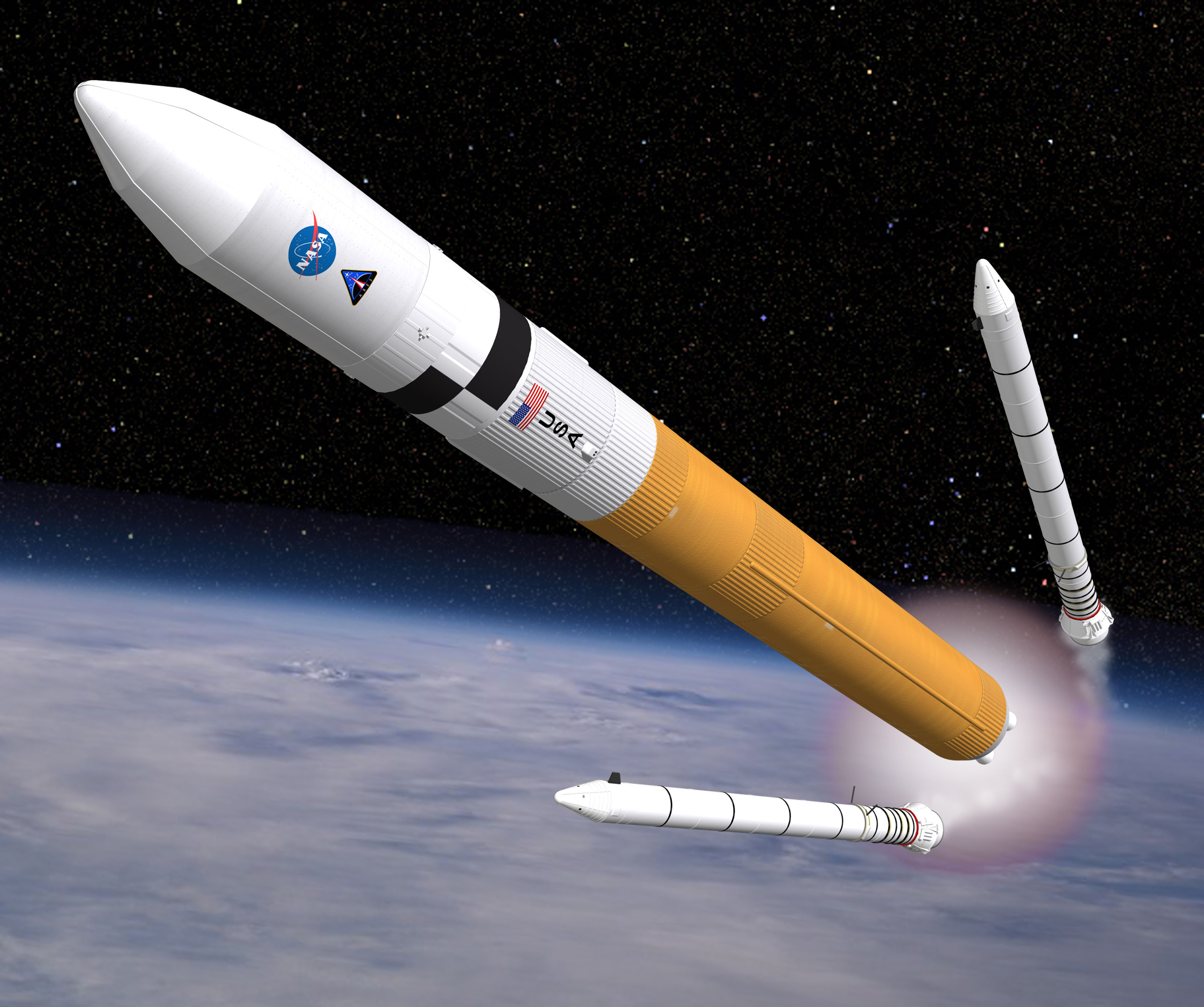
アレスV

無人のアレスVロケットは、月面での短期滞在である、「ルナ・ソーティー・ミッション」、若しくは、恒久的月面基地建設ミッションのための機器類を宇宙空間の低軌道上へ打ち上げるために使われる予定であった。フライト時、アレスIにクルーが搭乗して打ち上げられ、それとほぼ同時に打ち上げられた貨物満載のアレスVと軌道上で会合・ドッキングし、月などの調査対象となる天体へ宇宙飛行士を送り込むのである。このロケットは、外見的には、これより以前に提案された直列型SDLVコンセプトと似ている。NASAは、また、有人のオリオン宇宙船を打ち上げるためのメインブースターとしてアレスVを使用する案も持っていた。その案の中では、乗員の載ったアルタイル着陸機は太陽周回軌道をとる近地球小惑星に着陸し、小惑星が水や鉄、ニッケルや白金などの資源を持っているかどうか、その存在量、賦存量、利用可能量を調べるミッションに従事することであろう。このロケットは、極低温液体水素と液体酸素を用いる中心機体と、2本の改良されたSRBを脇に配置し、その上に、サターンVロケットの第3段目を基にした新しい上段をおいた構成になっている。以前のインライン型SDLVコンセプト案では、既存のSSMEを使う事はもちろんのこと、既にある外部タンクや、その全長引き延ばし型タンクを用いる等までも含めて、シャトルの構成部品を広範に利用することを念頭に置いていた。しかし、アレスVはSRBの全長を5セグメントから5.5セグメントに引き延ばしたバージョンのもの、ETの組み立て法と断熱法を使った新開発の大型タンク、新しく開発した廉価に済ませられる使い捨て式のロケットエンジン（プラット・アンド・ホイットニー・ロケットダイン製・RS-68ロケットエンジン、デルタIVEELVに使用されているエンジンと全く同一のもの）を新タンクの底に据え付けることになると考えられている。

### アレスIV
NASAは、3機目の、クルー搭乗可能な打ち上げ機のコンセプト案を、ごく手短に研究した。今日では、「アレスIV」と呼ばれているロケットがそれに該当する。このロケットはアレスVの第1段目コア機体と横付け式SRBを使用するが、アレスIに使う事を予定していた第二段目を、オリオン宇宙船を運び上げるために、その初段機体の真上に搭載する予定であった。このロケットの、アレスIに対する利点は、おそらく、開発コストと掛かる時間の低減、発射台やインフラを共有すること、計画段階ではアレスIで充たしている、オリオン宇宙船打ち上げに必要な推力よりもっと大きな推力を与えることが含まれていたのだろうと思われている。この方式には、打ち上げ一回当たりのコスト増が見込まれる。しかし、第1段目にシャトルSRB派生品を一本だけ使用する現行型での打ち上げ一回に掛かるコストよりも、新たに開発した液体ロケットステージを使用した1段目を使用して打ち上げる場合の単一打ち上げコストのほうが予算が高付くことになるだろう。それがこの方式の欠点である。NASAによると、潜在的なアレスIVの使用として、オリオン宇宙船を月軌道に投入する早期「シェイクアウト・ミッション」が入っている。このオリオン宇宙船試験打ち上げ計画の中には、着陸する前に地球大気で宇宙船を水切り運動させる、高速度スキップ・リエントリーが含まれている。これと比較して宇宙船を直接降下させる方法もあるが、今回、こちらは採用されない。

### アレスVライト
アレスIVは、アメリカ有人宇宙飛行計画再検討委員会（オーガスティン委員会）の提案により、NASAのコンステレーション計画にとって代理の選択肢となりうる打ち上げ機とされた。アレスVライト・ロケットは、アレスVのスケールダウンしたものである。このロケットは、5基のRS-68エンジンと2本の5セグメント式シャトルSRBを使用し、低軌道に打ち上げることが出来るペイロードとして、およそ、140 t (310,000 lb)を予定している。もし、このロケットが採用されれば、アレスVライトはアレスVとアレスIの両ロケットを置き換えることになるだろう。アレスVライトの第1の派生バージョンは、アレスVのような貨物専用打ち上げ機になり、第2の派生バージョンはオリオン宇宙船に搭乗した宇宙飛行士を打ち上げる役割を担うことだろう。

## スペース・ローンチ・システム

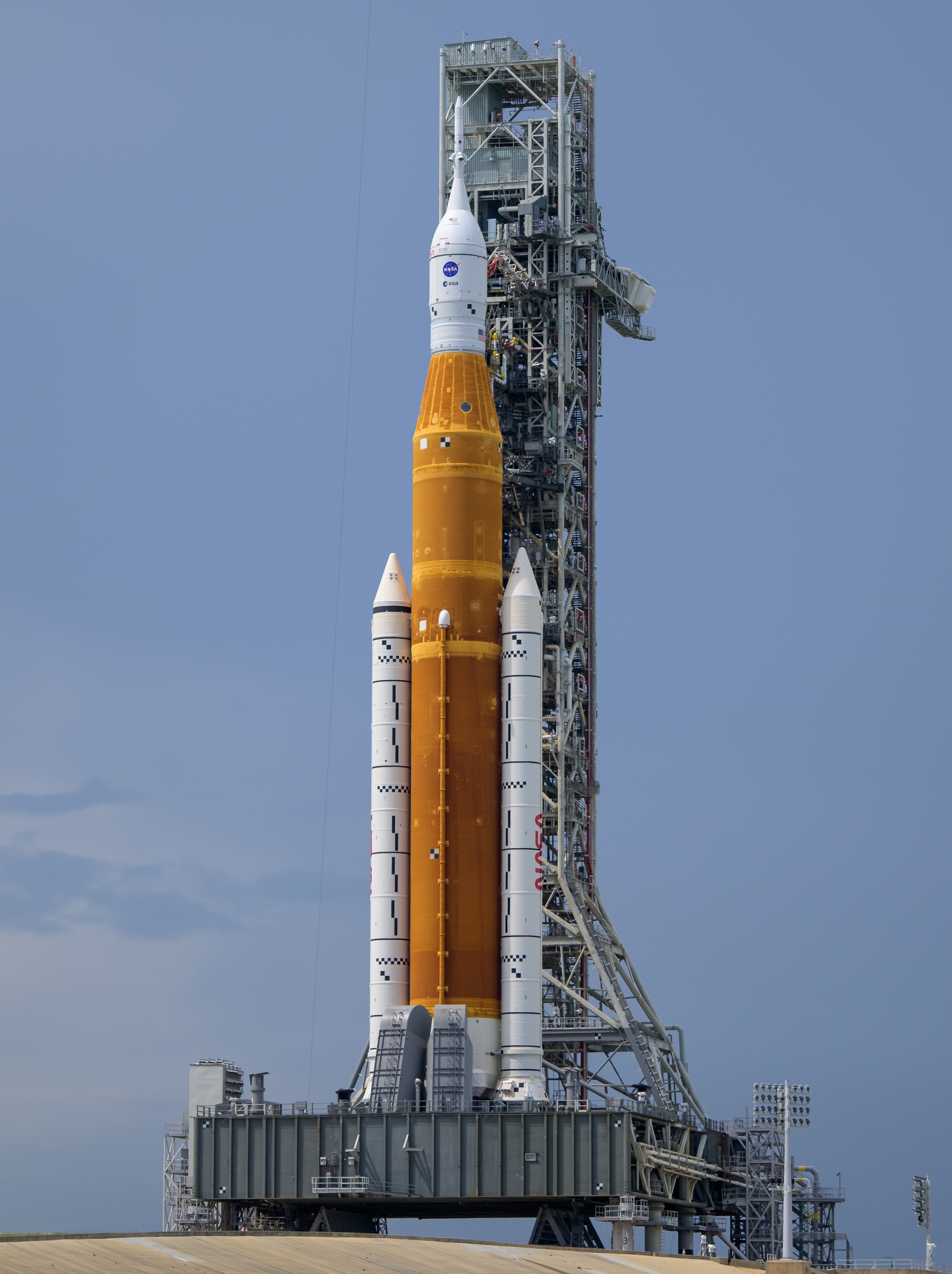
SLSブロック1

2010年のNASAオーソライゼーションアクトは、アレスIとアレスVの両ロケットデザインを重量級打ち上げ機へと変更することを目論んでいた。その大型ロケットは「スペース・ローンチ・システム」と名付けられ、このロケットだけで乗員と貨物を両方打ち上げることを予定していた。計画の中では、時間が経つに従って、更に重量のある貨物を打ち上げられるように改良が施される予定である。計画初期段階における、コア機体の打ち上げ能力は、第二段目なしで、低軌道に70トンから100トンになる予定である。地球低軌道での活動を超えたミッション内容（フレキシブル・パス）に備えて、このような初期段階から大重量可能になっている。組み込まれたEDS上段ロケットを追加することで、スペースローンチシステムの全打ち上げ可能重量は、130トン以上になるであろう。SLSは2022年に初飛行を達成した。

## リバティ・ロケット
ATK社とアストリウム社により、「リバティ（Liberty）」と命名されたロケットが提案された。リバティ・ロケットは、SRBから派生した5セグメント型ロケットを第一段目に使用し、アリアン5の第1段目液体ロケットステージを第2段目に使う予定である。このような設計は、証明済みの技術を応用したものにすることで、コストと開発に掛かる時間を少ないものにでき得る。リバティは長さ90メートル、20トンのペイロードを低軌道に打ち上げる能力を持つよう計画されている。このロケットは2013年までには宇宙飛行可能なようにする予定である。また、2015年までには有人飛行対応が可能であることへの認証（英：human-certified）を取得する予定である。ロケットに搭載される予定の有人宇宙船のうちの或るものは、コマーシャル・クルー・デベロップメント計画からの資金提供により、現在のところ開発が進行中である。